# Russische Baureihe Ч
Die Lokomotiven der russischen Baureihe Ч (deutsche Transkription Tsch) waren die Vorgänger der Baureihe О und wurden von 1878 bis 1911 gebaut.

## Unterbaureihen
Es wurden folgende Unterbaureihen gebaut:
- ЧK (deutsche Transkription TschK, Lokomotivfabrik Kolomna), gebaut von 1883 bis 1891, 499 Lokomotiven
- ЧM (deutsche Transkription TschM, Malzev), gebaut von 1881 bis 1883, 40 Lokomotiven
- ЧН (deutsche Transkription TschN, Newski-Werk), gebaut von 1880 bis 1891, 368 Lokomotiven
- ЧБ (deutsche Transkription TschB, zu Ehren Borodin), gebaut von 1892 bis 1897, 60 Lokomotiven
- ЧН (deutsche Transkription TschN, zu Ehren Ingenieur Noltein), gebaut von 1893 bis 1902, es wurden 363 Lokomotiven gebaut
- ЧВГ (deutsche Transkription Tsch WG, in Deutschland gebaut), gebaut von 1895 bis 1899, 41 Lokomotiven in Einfach- oder Verbundausführung für die Warschau-Wiener Eisenbahn in Normalspur
- ЧВХ (deutsche Transkription TschWCh, Charkov), gebaut von 1904 bis 1909, 15 Lokomotiven für die Warschau-Wiener Eisenbahn in Normalspur
- ЧВП (deutsche Transkription TschWP, Kolomna und Charkov), gebaut von 1904 bis 1909, 15 Lokomotiven für die Warschau-Wiener Eisenbahn in Normalspur

Im höherwertigen Zugdienst fuhren die Lokomotiven bis zum Ersten Weltkrieg. Danach waren sie zunehmend von leistungsfähigeren Maschinen ersetzt und im Rangierdienst verwendet, lediglich die Lokomotiven der Warschau-Wiener Eisenbahn blieben bis zum Zweiten Weltkrieg im Streckendienst.